# Luis Batlle Berres
Luis Conrado Batlle Berres (Montevideo, 26 de noviembre de 1897 - Montevideo, 15 de julio de 1964) fue un político y periodista uruguayo, perteneciente al Partido Colorado, quien ejerció como presidente de la República Oriental del Uruguay entre el 2 de agosto de 1947 y el 1 de marzo de 1951.
Comenzó su carrera política a temprana edad, asumiendo por primera vez como diputado con solamente 25 años de edad. Se mantuvo en el cargo siendo reelecto múltiples veces hasta la disolución de la Asamblea General tras el golpe de Estado del entonces presidente Gabriel Terra el 31 de marzo de 1933. Batlle fue desde el principio un opositor al régimen terrista, exiliado en Buenos Aires junto a su familia escribe en contra del régimen durante esos años.
Regresa a Uruguay en 1936, año en el que adquiere radio Ariel. En 1942 apoya el "Golpe bueno" del presidente Alfredo Baldomir y en las elecciones de ese mismo año es reelecto como diputado. Avecinándose las elecciones generales de 1946 aspira a ser candidato a intendente de Montevideo, pero las negociaciones internas del batllismo llevan a que acompañe en la fórmula presidencial al caudillo batllista de Canelones, Tomás Berreta.
La fórmula Berreta - Batlle resulta triunfante, asumiendo como vicepresidente de Uruguay el 1 de marzo de 1947, con 49 años de edad. No obstante, el presidente Berreta fallece cinco meses después de asumir, por lo que Batlle Berres asume la primera magistratura el 2 de agosto de 1947. Se convirtió en el tercer presidente uruguayo de la familia Batlle, siendo nieto de Lorenzo Batlle (1868-1872), sobrino de José Batlle y Ordóñez (1903-1907 y 1911-1915) y padre del cuarto Batlle presidente: Jorge Batlle (2000-2005).
Encabezó el período histórico conocido como "neobatllismo", caracterizado por un nuevo empuje de las ideas centrales del batllismo, que Batlle Berres llevó adelante con nuevas formas de acción como la implementación del modelo ISI, también puesto en marcha en otros países latinoamericanos.En esta etapa el movimiento batllista se bifurcó: por un lado la lista 14, encabezada por sus primos César y Lorenzo Batlle Pacheco, y por el otro la lista 15 liderada por Batlle Berres. En 1948 funda el diario Acción, ayudando a divulgar la visión "quincista".
Posteriormente a su presidencia, integró el segundo Consejo Nacional de Gobierno (1955-1959) al que llegó a presidir entre 1955 y 1956. En las elecciones de 1958 resulta triunfante el Partido Nacional, por lo que el Partido Colorado abandona el gobierno por primera vez tras casi un siglo. Desde la oposición lidera a la lista 15 ocupando una banca en el Senado y buscando infructuosamente el regreso del Partido Colorado el gobierno en las elecciones de 1962. Fallece con este cargo el 15 de julio de 1964.
La obra arquitectónica "Monumento a Luis Batlle Berres", ubicada en bulevar Artigas y popularmente conocida como "los cuernos de Batlle", está dedicada a su persona.

## Primeros años

### Juventud y familia
Luis Batlle Berres nació en Montevideo el 26 de noviembre de 1897. Era hijo del periodista Luis Batlle y Ordóñez y de Petrona Berres Mac Entyre, de ascendencia irlandesa y escocesa y cuyo apellido paterno era una castellanización del original "Berry" (pero también se apunta que podría haber sido "Berrey o "Berray").
Por parte de su padre, la familia Batlle era una importante familia patricia uruguaya de filiación colorada originaria de Sitges, Cataluña. Luis Batlle era nieto del general colorado Lorenzo Batlle, 8.º presidente constitucional de Uruguay entre 1868 y 1872; y sobrino del periodista y líder colorado José Batlle y Ordóñez, dos veces presidente de Uruguay en los períodos de 1903-1907 y 1911-1915.
Tuvo varios hermanos: Lorenzo Cástor Batlle Berres (1888-1963), periodista deportivo y primer presidente del Olimpia Football Club y después del Club Atlético River Plate; Duncan Gerardo Batlle Berres que fue senador en el período 1955-1959; Sara Amalia Batlle Berres; José Víctor Batlle Berres y dos que fallecieron en la infancia: Jorge Pólux Batlle Berres (gemelo de Lorenzo) y José Alberto Batlle Berres. También tuvo dos medios hermanos, hijos del segundo matrimonio de su padre con María Elena Santos Mac Entyre: Marcos Batlle Santos y Marta Margarita Batlle Santos.
Su infancia fue marcada por la pérdida prematura de sus padres. Su madre falleció cuando él tenía tres años y su padre falleció pocos meses antes de que Luis Batlle cumpla once años. Debido a su temprana orfandad pasó a vivir en la quinta de Piedras Blancas de su ilustre tío, José Batlle y Ordóñez.
Realizó sus cursos primarios en la Escuela de las hermanas María y Anatolia Manrupe, y luego cursó sus estudios secundarios en la Escuela y Liceo Elbio Fernández.

### Inicios en el periodismo
Posteriormente ingresó a la Universidad de la República, allí estudió las carreras de medicina y de derecho. No completa una carrera universitaria pero atraído por la política y el periodismo se vuelva secretario personal de su tío, para luego convertirse en redactor –y más tarde director– de los diarios El Día, propiedad de Batlle y Ordóñez, y El Ideal.
En 1922 se produjo un serio incidente entre Batlle y Ordóñez y Enrique Areco, dirigente colorado del sector del expresidente Feliciano Viera. Batlle y Ordóñez había dejado de tener duelos desde la muerte de Washington Beltrán en 1920 durante su enfrentamiento, por lo que Luis Batlle se enfrentó a él. Ocurrido en marzo de ese año, el primer duelo de Batlle fue con sable y terminó con los dos protagonistas heridos, pero no de gravedad.
Posteriormente en 1925 se batió con Raúl Jude, a pistola, con 30 pasos, tres tiros pactados y apuntando. El lance pasó sin consecuencias.

### Relación con Matilde Ibáñez
En 1923 conoció a Matilde Ibáñez Tálice (1907-2002), argentina de nacimiento. Contrajeron matrimonio en 1927; el padrino de la boda fue José Batlle y Ordóñez. El matrimonio tuvo tres hijos: Jorge Luis (1927-2016), presidente de Uruguay entre 2000 y 2005; Luis César (1930-2016) pianista e intérprete de música clásica; y Matilde Linda, nacida en Argentina en 1932.

## Carrera política

### Inicios de su carrera política

Antigua sede del diario El Día, donde Luis Batlle Berres comenzó su carrera periodística. Fotografía del edificio tomada en el año 2011.

Con sólo 25 años en 1923, asume por primera vez como diputado por el departamento de Minas, que en 1927 pasaría a denominarse como departamento de Lavalleja.
De esta etapa en la Cámara Baja es recordado cómo fue un activo promotor de la extensión del accionar estatal en el área de hidrocarburos, que culminó con la creación de ANCAP en 1931.
Sería reelecto múltiples veces conservando su banca en la Cámara Baja hasta que el 31 de marzo de 1933 el presidente Gabriel Terra da un golpe de Estado disolviendo el Parlamento.

### Oposición a la dictadura de Terra
Fue un férreo opositor al presidente Gabriel Terra y posteriormente a su régimen. Un día antes del golpe de Estado pronunció un discurso en el que denunció al primer mandatario, al dirigente Francisco Ghigliani y al diario herrerista El Debate por haber creado el clima de tensión política previa al golpe.
Expulsado del país por la dictadura, se exilia con su familia en Buenos Aires. Pese a las vicisitudes, encara desde la vecina orilla una tarea de denuncia al régimen. Publica un folleto titulado "Cobardía y Traición", en el cual reseña el proceso que derivó en el golpe de Estado; y en la misma línea temática escribió "La sombra del manzanillo", bajo el seudónimo "George Verité". Para mantener a su familia, trabaja en el diario La Razón, firmando sus artículos como "Conrado López".
En enero de 1935, ingresa ilegalmente a Uruguay para tomar parte del infructuoso movimiento insurreccional contra Terra conocido como la revolución de Enero. Junto a él participan otros futuros presidentes, como Andrés Martínez Trueba y Tomás Berreta, además de figuras como Justino Zavala Muniz y Carlos Quijano.

### Regreso a Uruguay y ascenso político

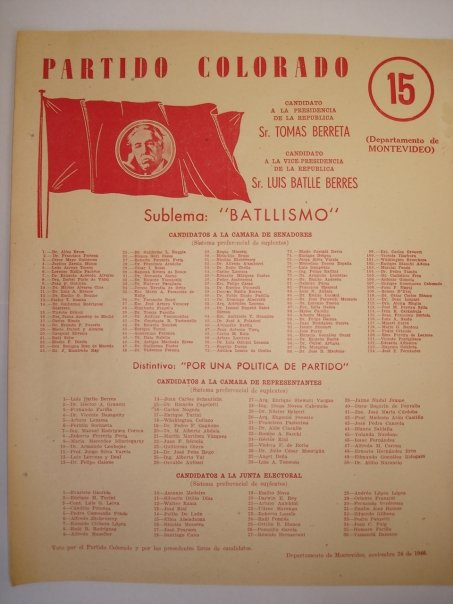
La Lista 15 de Montevideo en las elecciones de 1946. Tomás Berreta era el candidato a la Presidencia y Luis Batlle el candidato a la vicepresidencia.

Autorizado a regresar a Uruguay en 1936, ese mismo año compra Radio Ariel, gracias a un préstamo de José Irureta Goyena y a la garantía de Domingo Arena. Es uno de los primeros dirigentes político en aquilatar la importancia de las emisiones radiales para la transmisión de ideas políticas.Esta etapa coincidió con los conflictos de la guerra civil española y la Segunda Guerra Mundial, aprovechando los medios radiales para apoyar al bando republicano y posteriormente a los Aliados.
En el año 1942 apoya el autogolpe de Estado del presidente Alfredo Baldomir para reescribir la Constitución y en las elecciones de ese mismo año en noviembre regresa al Parlamento siendo electo nuevamente como diputado y en 1947 llegó a presidir la Cámara de Diputados.
Al aproximarse las elecciones de 1946, Luis Batlle Berres comienza a ser considerado como candidato a la intendencia de Montevideo, cargo de gran relevancia política. Sus aspiraciones eran apoyadas por el movimiento político de la lista 15, la histórica lista del batllismo en Montevideo.Sin embargo, versiones sostienen que los hermanos Batlle Pacheco, los hijos de José Batlle y Ordóñez y primos de Luis Batlle, se opusieron radicalmente para no darle influencia política a su primo. Hay otras versiones, desde que la oposición de los hermanos Batlle Pacheco no era tan radical y que proponer en cambio a su primo a la vicepresidencia no era una forma de sacarle influencia política. Se especula, ya que era un secreto a voces, que Berreta, con sus 71 años a cuestas, estaba gravemente enfermo y era muy probable que no terminara su mandato. Por lo tanto, es posible que los hermanos Batlle Pacheco creyeran que, catapultando a su primo a ese cargo, podrían más tarde teledirigirlo y convertirse en el poder detrás de la presidencia.
Finalmente, tras varias negociaciones la fórmula presidencial del batllismo resultó ser Tomás Berreta - Luis Batlle Berres. Berreta era un agricultor veterano e histórico líder batllista del departamento de Canelones. La fórmula gana las elecciones de 1946, imponiéndose con amplia mayoría a las otras candidaturas coloradas y a la de los otros partidos.
Debido al regreso del batllismo al poder tras varias décadas, a este período histórico que va desde la asunción de Berreta hasta la victoria electoral del Partido Nacional en las elecciones de 1958, se le conoce como "neobatllismo" (concepto introducido por el historiador German D'Elía). El prefijo “neo” implica una clara referencia al “primer batllismo” de Batlle y Ordóñez, siendo el neobatllismo, pues, una recreación “nueva” o bien “novedosa”, de los postulados del “primer batllismo” en el mundo de la posguerra. De hecho, Luis Batlle, no se cansó de invocar el pensamiento y la obra de su tío, como pasado, presente y futuro.

### Vicepresidente

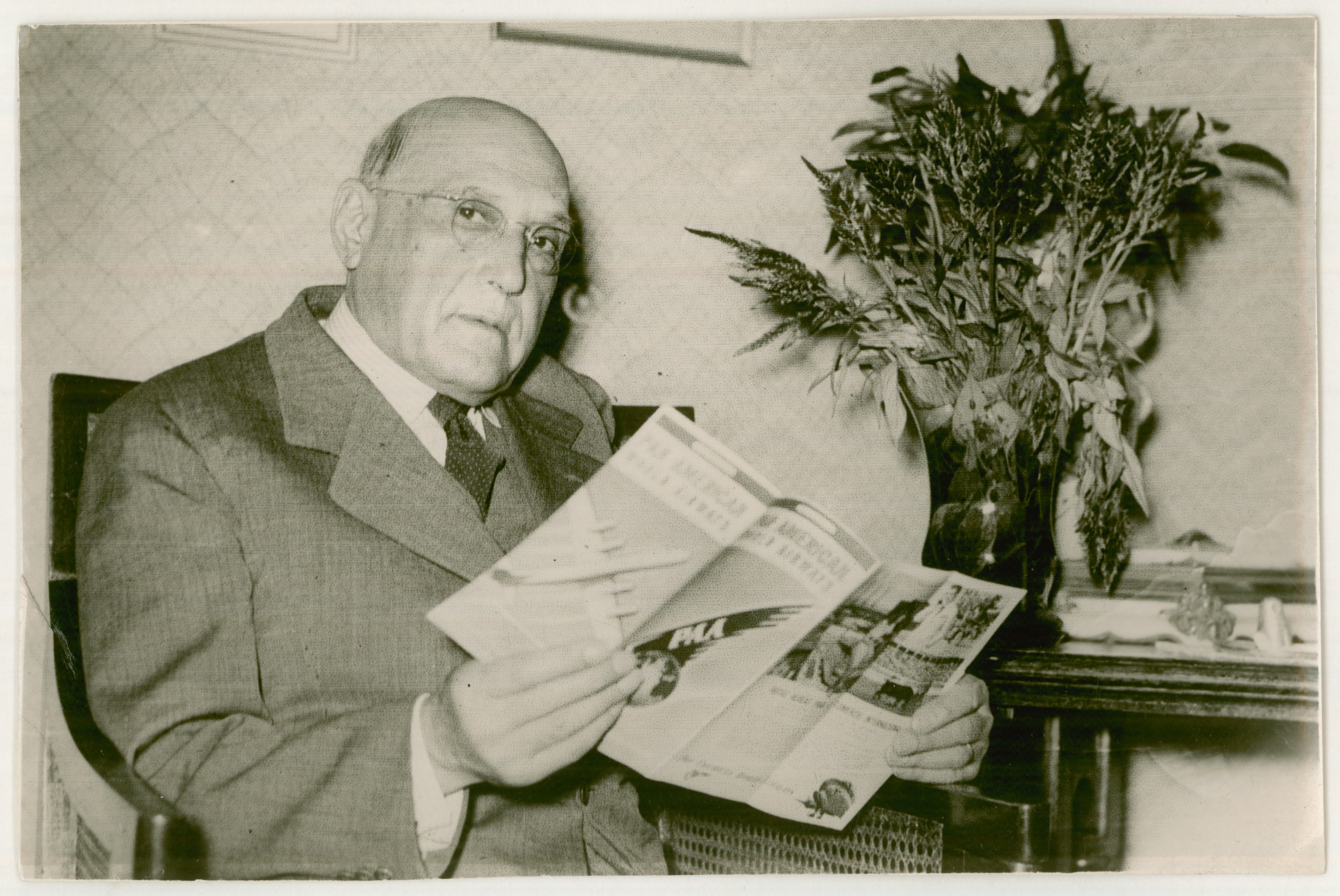
Presidente Tomás Berreta.

Con 49 años de edad, el 1 de marzo de 1947, Luis Batlle Berres asumió la vicepresidencia de la República acompañando al presidente Tomás Berreta.
Sin embargo, cinco meses después, Berreta tuvo que ser intervenido quirúrgicamente debido a un cáncer de estómago con metástasis en la columna vertebral. El presidente Berreta falleció el 2 de agosto de 1947, en el Hospital Italiano de Montevideo.El breve mandato de Berreta se caracterizó por el desarrollo de un fuerte impulso a la producción agropecuaria y por los permanentes conflictos con el movimiento sindical.
Tal y como estaba establecido en la Constitución, ante el fallecimiento del presidente el vicepresidente debía asumir el cargo, por lo que Luis Batlle Berres asumió como presidente de la República.

## Presidencia de la República (1947-1951)

### Asunción

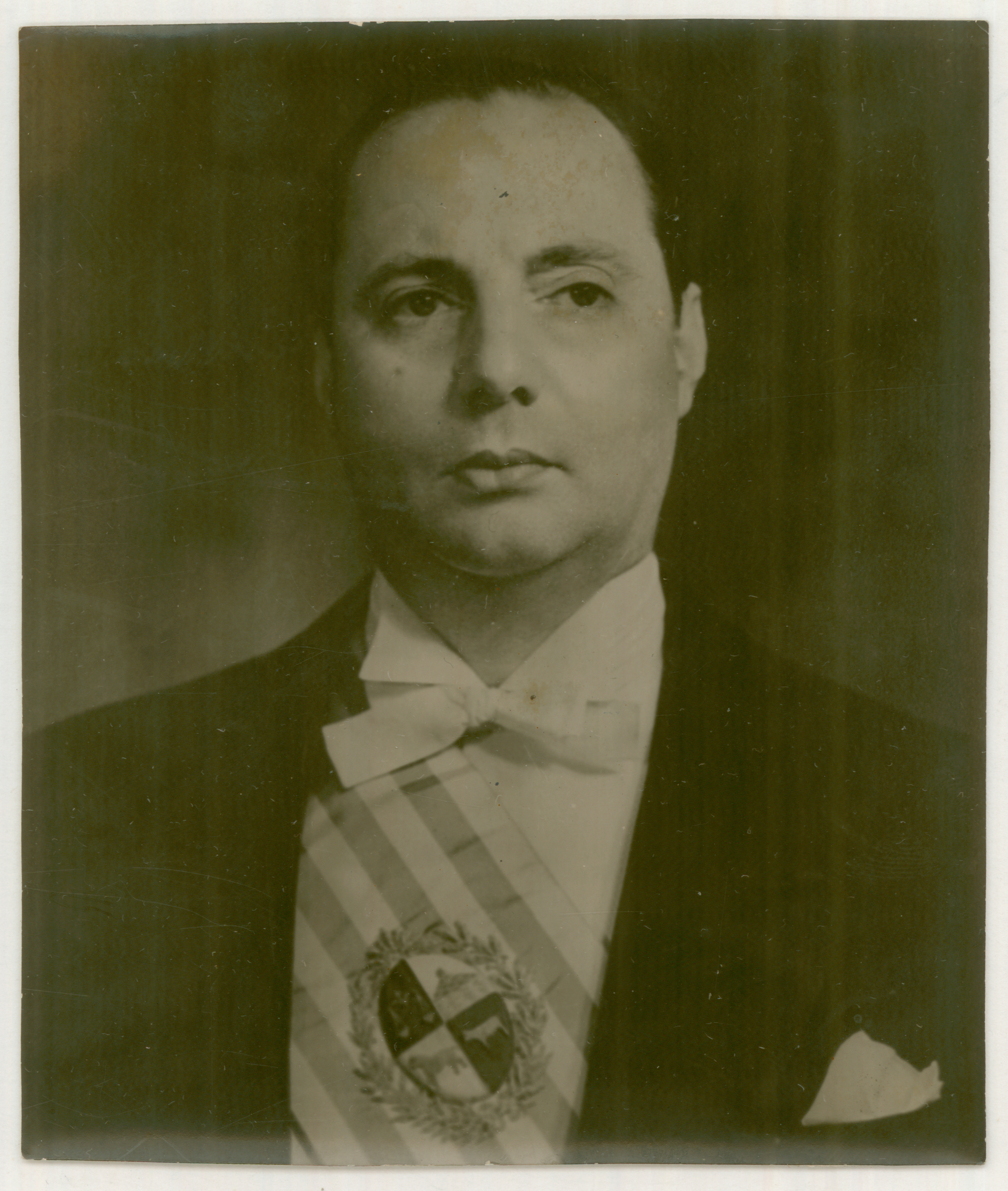
Luis Batlle Berres con la banda presidencial.

Tras el repentino fallecimiento del presidente Tomás Berreta, Luis Batlle Berres debió asumir la primera magistratura el 2 de agosto de 1947, con 49 años.

Sin embargo, la ceremonia formal de asunción sucedió el 14 de agosto, allí Batlle ofreció un discurso en el que anunció su perspectiva reformista:
"La humanidad está viviendo una violenta revolución social y política que convulsiona a todos los pueblos. Nadie puede pretender que nos pongamos al margen de este movimiento […] lo que ahora exige es entrar y formar parte de esta inmensa columna para orientar el movimiento, para dirigir las fuerzas aunque para ello sea necesario acelerar la evolución".
Además, fijó tres objetivos de gobierno: proteger y fomentar la industria; estimular actividades agropecuarias como la lechería, la agricultura y la ganadería intensiva; y promover la subdivisión de la tierra.

Fragmento rescatado de su discurso al asumir:
"Nosotros, los que fuimos formados en los últimos aleteos de la filosofía liberal del siglo pasado y dimos los primeros pasos hacia la socialización de ciertas actividades del organismo social, comprendemos que tenemos que continuar ese ritmo para encauzarlo por las vías normales. Apresurarse a ser justo, es asegurar la tranquilidad; es brindarle al ciudadano los elementos principales y básicos para que tenga la felicidad de vivir y hasta él lleguen los beneficios del progreso y la riqueza. Apresurarse a ser justos es luchar por el orden y es asegurar el orden".

### La "Coincidencia Patriótica"

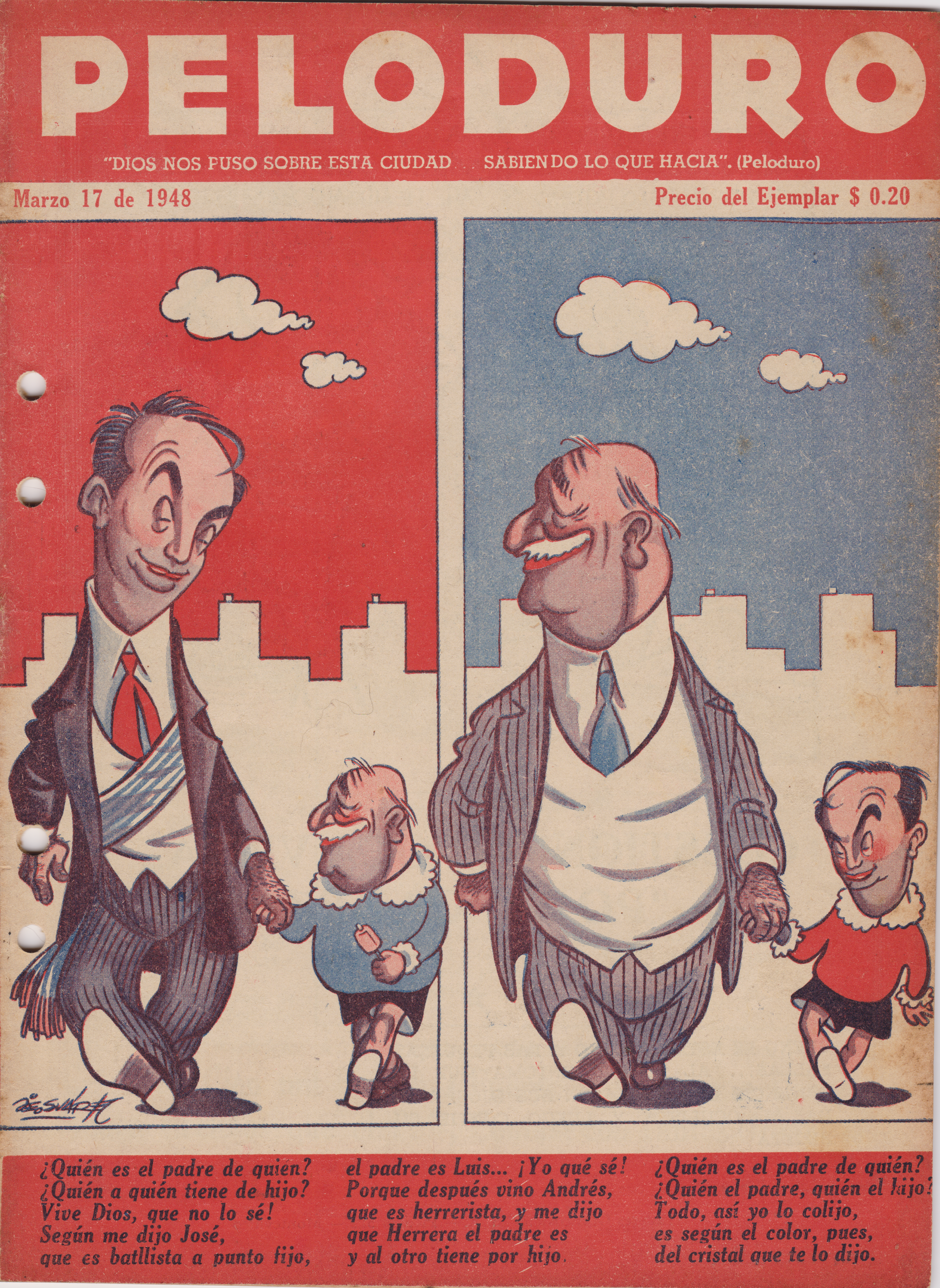
Caricatura de la época que hace parodia sobre quién posee el poder real dentro de la "Coincidencia Patriótica" pactada entre Batlle y Herrera.

En el mes de agosto, nada más asumir, el novel presidente Batlle se reunió con Luis Alberto de Herrera, el histórico caudillo blanco, a efectos de explorar un acuerdo que brindara estabilidad a su gestión. El presidente desconfiaba del apoyo de sectores minoritarios de su partido, pero también temía un posible hostigamiento por parte del Partido Nacional. Por estas razones, le ofreció a Herrera cargos en los directorios de los entes autónomos a cambio de apoyo. El pacto fue denominado por Herrera como "Coincidencia Patriótica", pero popularmente también se le conoció, de forma despectiva, como "el reparto". En la primera quincena de 1948, el Parlamento sancionó un paquete de normas que creaban veinticinco nuevos cargos de dirección del Estado, cuya designación incluyó a miembros del Partido Nacional, como se había acordado con Herrera.

### La Lista 15
Después del golpe de Estado de Gabriel Terra, el batllismo se convirtió en un opositor al régimen de marzo, apoyando en 1942 la apertura democrática llevada a cabo por Alfredo Baldomir, colaborando con la presidencia de Juan José de Amézaga y finalmente retornando al gobierno en 1947 tras la victoria electoral de 1946 con la fórmula Berreta - Batlle.

Caricatura política que referencia al descontento de César Batlle Pacheco ante la inesperada llegada a la presidencia de su primo, Batlle Berres.

Berreta era una figura que generaba consenso entre las dos fracciones batllistas que se estaban cristalizando: una identificada con el liderazgo de dos de los hijos de José Batlle y Ordóñez: César y Lorenzo Batlle Pacheco (representados con la Lista 14, con la que se presentaron en las elecciones de 1946); y la otra con el liderazgo de Luis Batlle Berres, sobrino de Batlle y Ordóñez (identificado con la Lista 15 del batllismo de Montevideo y de otros departamentos).
Tras el fallecimiento del presidente Berreta se desnivelaron los equilibrios internos entre "quincistas" y "catorcistas", aumentando las discrepancias dentro del movimiento batllista. Los hermanos Batlle Pacheco controlaban el histórico periódico del batllismo, el matutino El Día, desde donde cuestionaron a Luis Batlle de ejercer un liderazgo personalista y autoritario; mientras que Batlle Berres mantenía la dirección de la radio Ariel y fundó en octubre de 1948 el vespertino Acción, ayudando a divulgar la visión quincista y consolidándose como un medio de prensa batllista sin competir directamente con el tradicional El Día.
Durante su presidencia, Batlle fortaleció la lista 15 en todo el país creando una estructura de clubes políticos barriales en la capital y ciudades y pueblos del interior que recogieron el voto de buena parte de la clase media y el sector obrero, gracias al impulso de dirigentes locales que muchas veces canjearon aquellos sufragios por puestos en la administración pública o por promesas de los mismos, lo cual fue de profundas y duraderas consecuencias en la vida política del Uruguay.
La lista 15 fue absorbiendo a grupos menores, como Doctrina y Acción de Antonio Rubio, o Avanzar, en cuyas filas militaba Alba Roballo.Además, alrededor de su liderazgo destacaron un grupo de entusiastas militantes jóvenes conocido como los jóvenes turcos: Zelmar Michelini, Teófilo Collazo, Norberto Sanguinetti, Manuel Flores Mora, Glauco Segovia, Tabaré Hackenbruch, Julio María Sanguinetti, entre otros.
En diciembre de 1947 Batlle anunció una modificación de su gabinete haciendo ingresar más dirigentes quincistas a las cartas ministeriales.

### Residencia presidencial de Suárez Reyes

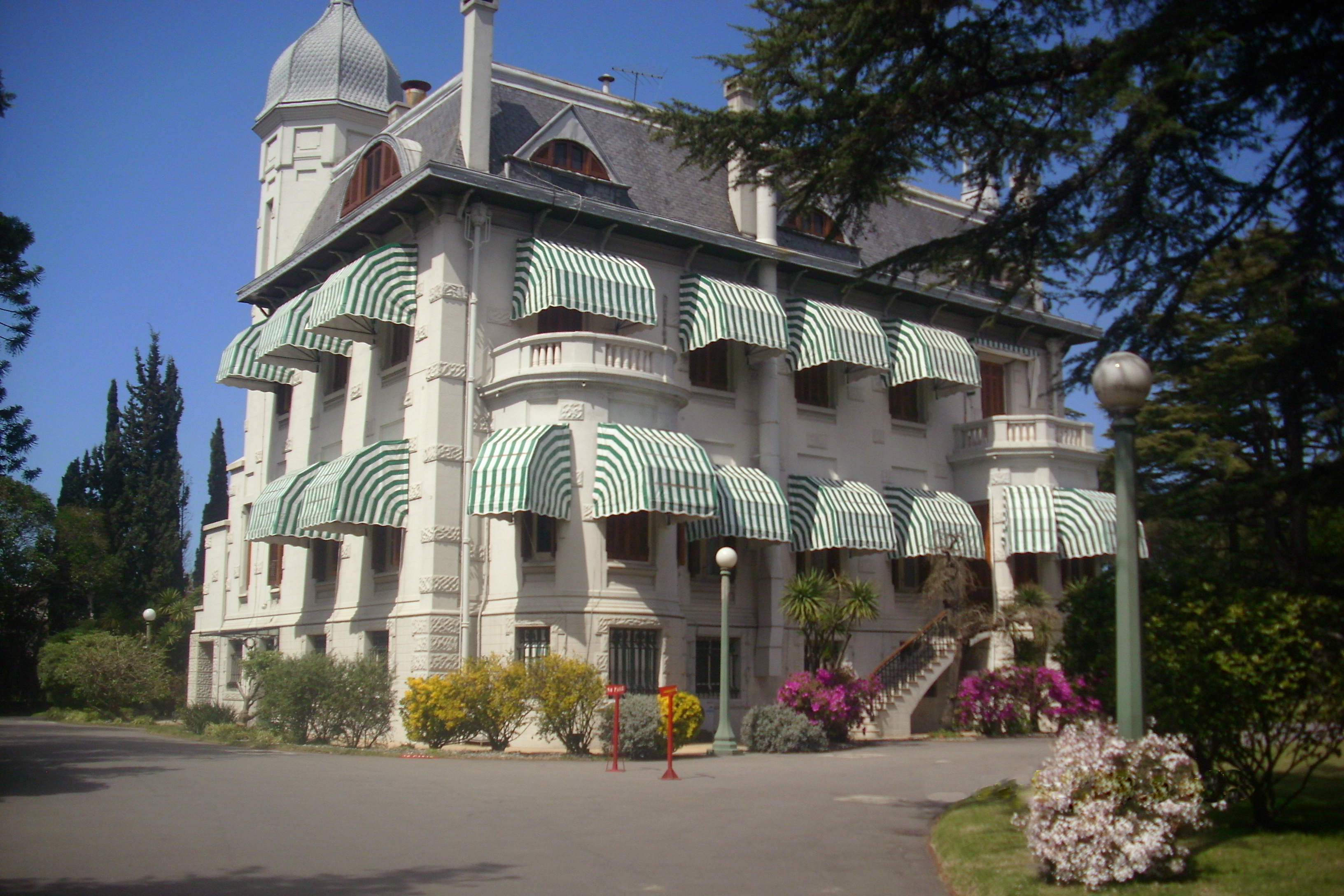
Residencia presidencial de Suárez y Reyes. Fotografía del año 2009.

En 1947, la presidencia de la República se encontraba en búsqueda de una propiedad para destinarla como residencia oficial del presidente, debido a que hasta ese momento se solían alquilar propiedades para hogar de la familia presidencial. Batlle Berres, a sugerencia de su esposa Matilde Ibáñez Tálice, optó por la Quinta de Suárez y Reyes, debido a que ellos se habían conocido mientras caminaban frente a ella en 1925.
Así, Batlle fue el primer presidente uruguayo en utilizar la residencia presidencial de Suárez y Reyes, adquirida por el estado en 1947.

### El modelo ISI
El gobierno de Batlle Berres, aprovechando la debilidad de las economías de los países desarrollados (tras el final de la Segunda Guerra Mundial), promovió el desarrollo de la industria nacional, valiéndose para ello en la política de Industrialización por sustitución de importaciones ("la ISI", o "modelo ISI") aplicada en Uruguay desde los años 1930s, después del crac de 1929. 

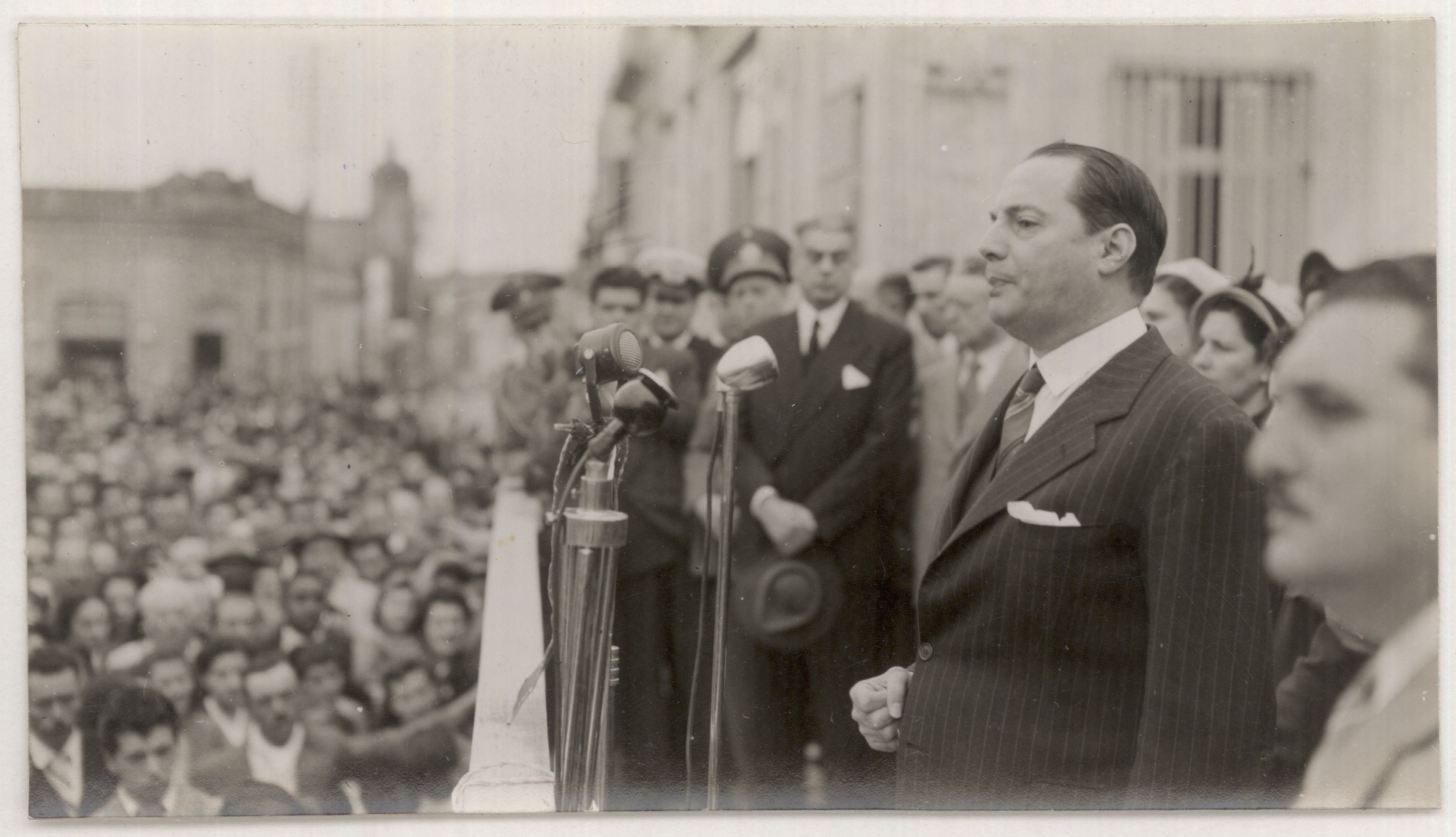
Luis Batlle Berres dando un discurso en la ciudad de Minas, departamento de Lavalleja, en 1949.

En este contexto histórico de posguera, el modelo ISI comenzó a ser recomendado para todos los países de América Latina bajo el auspicio de la CEPAL (la Comisión Económica para América Latina y el Caribe, organismo dependiente de la Organización de las Naciones Unidas responsable de promover el desarrollo económico y social de la región). La CEPAL argumentó, basándose en la teoría Prebisch-Singer de ese momento, que la única forma de acelerar el crecimiento de América Latina era reduciendo el contenido de las importaciones, y con el fin último de alcanzar el desarrollo, se debería promover la industrialización y el desarrollo agrícola.

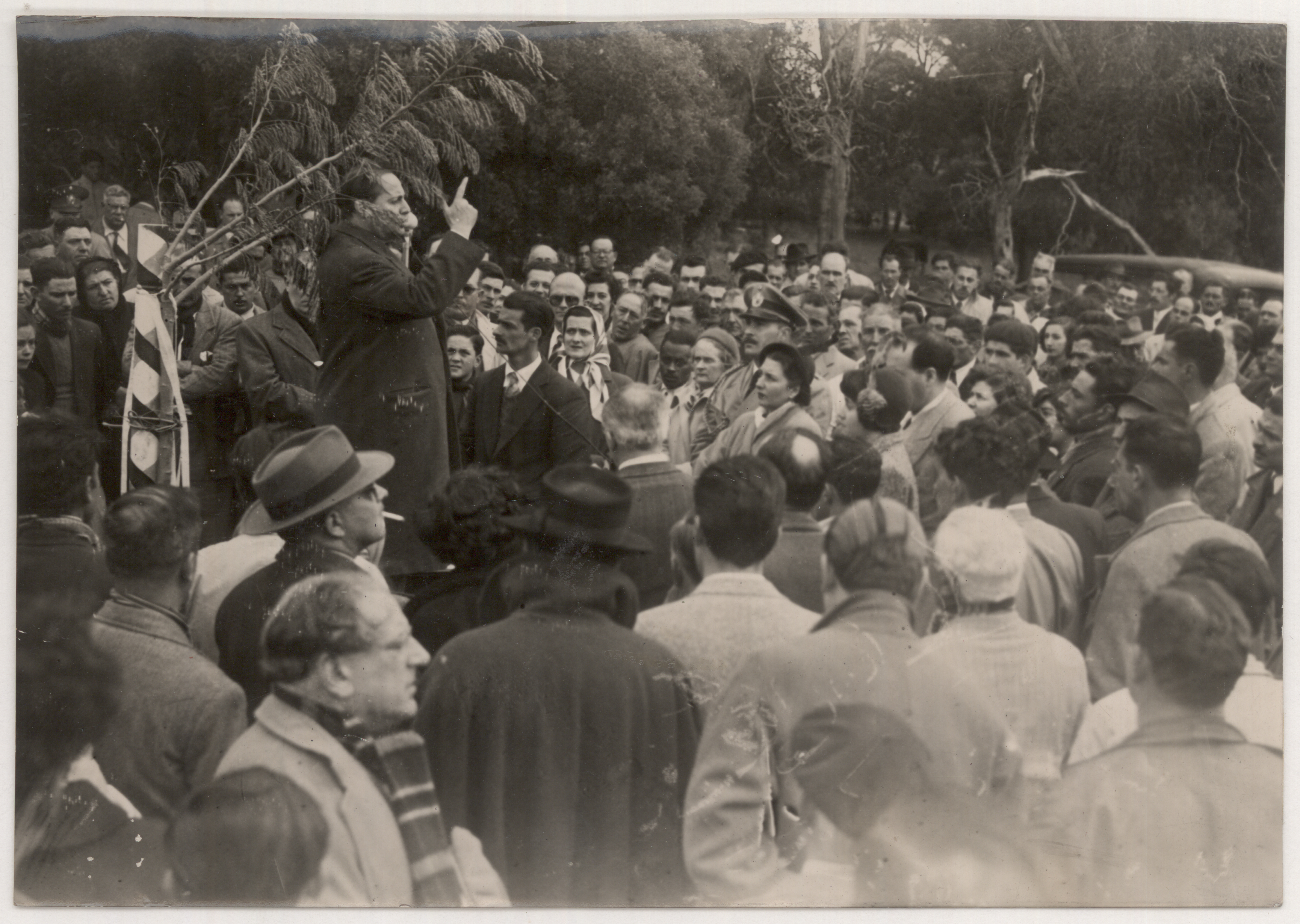
Luis Batlle Berres pronunciado un discurso ante una multitud.

Raúl Prébisch hallaba la razón de estas políticas en su análisis del intercambio comercial internacional y sus agentes de aquel momento: existía un "centro industrial" que exportaba bienes industriales y concentraba las ventajas del progreso técnico (Estados Unidos y Europa) y, por el otro lado, una "periferia" especializada en la exportación de materias primas y productos agrícolas, actividades caracterizadas por la ausencia de progreso tecnológico y un exceso de oferta de trabajo (países latinoamericanos, como Uruguay). De este análisis se derivaban dos conclusiones estratégicas. En primer lugar, la industrialización era necesaria para la modernización y el desarrollo de la "periferia". En segundo lugar, se requería la modernización del sector primario. La principal implicación de ello era que el Estado tenía que desempeñar un papel protagónico para promover la industrialización, por un lado, y el desarrollo agrícola, por otro.
El gobierno de Batlle Berres impulsó un renovado esfuerzo de la industrialización del país que procuró sustentarse en un esquema de apoyo social urbano basado en una alianza entre el empresariado, la clase media y los trabajadores.Para impulsarlo el gobierno desplegó un amplio repertorio de medidas como subsidios, exoneraciones de impuestos, tipos de cambio múltiples, aranceles proteccionistas, entre otros.Además, se desarrolló una política de fomento y creación de empleos y un programa de mejora de la situación laboral, con diversas leyes que protegieron a los trabajadores.

### Creación de nuevos entes estatales
Gracias a la Segunda Guerra Mundial, Uruguay se había convertido en acreedor de Inglaterra durante la confrontación bélica debido a la venta impaga de carnes y lanas.Antes de finalizar el año 1947, el Parlamento aprobó el convenio para saldar la deuda que poseía el Reino Unido con Uruguay, permitiendo la nacionalización de las empresas británicas entregadas como medio de pago (Administración Municipal de Transporte en 1947, OSE en 1950 y AFE en 1952).

#### AMDET

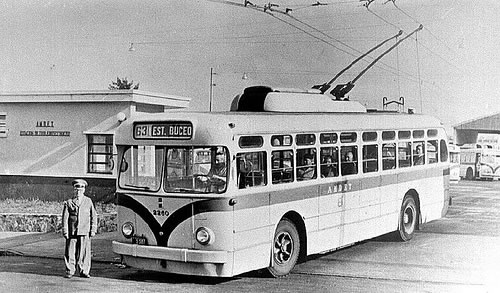
Trolebús de AMDET saliendo desde la Estación Buceo.

El 6 de diciembre de 1947, mediante la aprobación de la ley N° 10.980 se dispuso la expropiación de todos los bienes y los derechos de concesión de la empresa de transporte Sociedad Comercial de Montevideo. Finalmente El 29 de diciembre de 1947 bajo la administración del entonces Intendente de Montevideo Germán Barbato se firma la creación del ente municipal AMDET, entonces Administración Municipal de Transporte Colectivo. Siendo este, el primer y único ente municipal en el país.

#### OSE
En 1950 la compañía inglesa Montevideo Waterworks Cº Ltda. fue nacionalizada y en un proceso que duró dos años se realizó la fusión de la Compañía de Aguas Corrientes y la Dirección de Saneamiento del entonces Ministerio de Transporte y Obras Públicas que estaba a cargo del abastecimiento de agua en el interior del país, creándose la Administración de las Obras Sanitarias del Estado (OSE), mediante la ley N.º 11.907, del 19 de diciembre de 1952, como servicio descentralizado del Ministerio de Transporte y Obras Públicas.

#### AFE

Estación Central General Artigas, antigua estación ferroviaria de Montevideo. Fotografía del año 2016.

El 31 de diciembre de 1948 el parlamento uruguayo aprobó los proyectos para la adquisición de los ferrocarriles extranjeros, cobrando así parte de la deuda de 17 millones de libras esterlinas que el Reino Unido tenía con Uruguay. El 31 de enero de 1949 se consuma la nacionalización.
Por la Ley 11.859 del 19 de septiembre de 1952, se crea la Administración de Ferrocarriles del Estado (AFE) como Ente Autónomo. El Organismo se constituyó con los patrimonios del Ferrocarril Central del Uruguay (FCCU) y los Ferrocarriles y Tranvías del Estado (FTE).

#### Consejo Nacional de Subsistencias
A partir de la Ley N° 10.940 del 19 de septiembre de 1947 se crea el Consejo Nacional de Subsistencias y Contralor de Precios. Entre sus cometidos, el organismo tenía el propósito de realizar el contralor de existencias, precios y costos de los artículos de primera necesidad.

#### Instituto Nacional de Colonización
Con la Ley N.º 11.029, sancionada el 12 de enero de 1948, se crea el Instituto Nacional de Colonización sobre la base de la Sección Fomento Rural y Colonización del Banco Hipotecario del Uruguay. A este organismo se le encargó adoptar un conjunto de medidas para promover una racional subdivisión de la tierra y su adecuada explotación, en procura del aumento y la mejora de la producción agropecuaria y la radicación y bienestar del trabajador rural. 

### Reformas laborales
Se continuó con un programa de mejora de la situación laboral, con diversas leyes que protegieron a los trabajadores y una política abierta al diálogo con los sindicatos y con diversos sectores políticos.Batlle Berres, al asumir la presidencia, frenó diversos proyectos que limitaban la libertad sindical, desde proyectos que ilegalizaban las huelgas en los servicios públicos y otros que reglamentaban otras. Sin embargo, en momentos de creciente conflictividad se aplicaron medidas del código penal frente a huelgas en los servicios públicos, se establecieron medidas prontas de seguridad ante conflictos generalizados en la salud y transporte y se dispuso que personal militar sustituyera trabajadores en huelga.

#### Pensiones
Mediante la Ley N.º 11.034 de 14 de julio de 1948, se sustituyó el antiguo Instituto de Jubilaciones y Pensiones del Uruguay por tres cajas que aseguraban las prestaciones estatales de seguridad social. La primera era la Caja de Jubilaciones de la Industria y Comercio, la segunda era la Caja de Jubilaciones y Pensiones Civiles, Escolares y Servicios Públicos y Afines, y la tercera era la Caja de Pensiones a la Vejez, de Jubilaciones y Pensionares Rurales, Personal de Servicio y Afines.

#### Asignaciones familiares

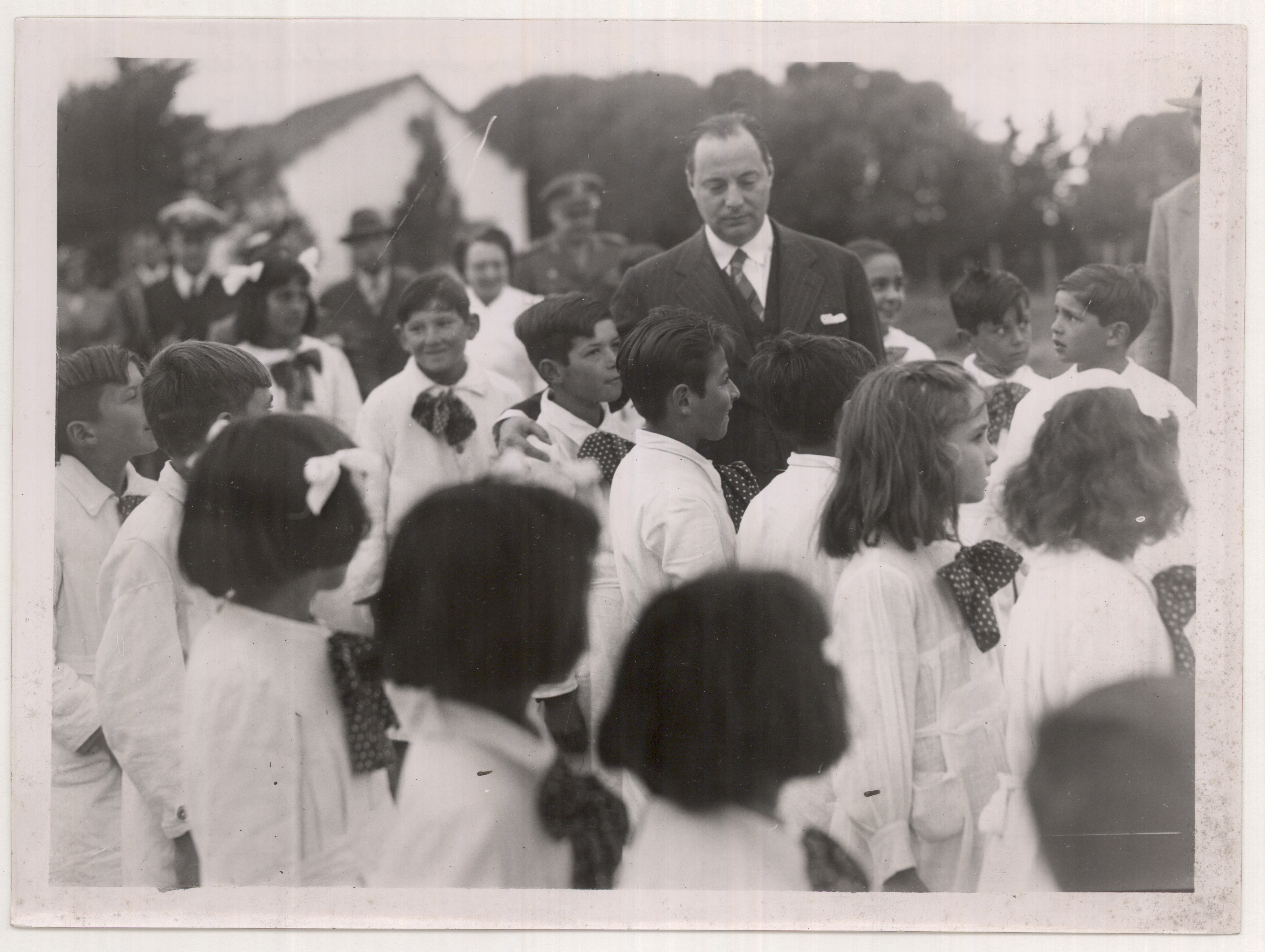
El presidente Batlle junto a niños estudiante de una escuela rural del departamento de Lavalleja.

Con la Ley N° 11618 de 1950, las Asignaciones Familiares (creadas en 1943) se centralizan en el Consejo de Asignaciones Familiares. Asimismo, se extendieron los beneficios que prestaba al núcleo familiar a los hijos de obreros y trabajadores hasta los 16 años si demostraban la continuación de sus estudios y hasta los 18 en caso de incapacidad.

### Educación y cultura
La política cultural pública impulsó en estos años el desarrollo y la ampliación del acceso a la cultura y la educación por múltiples caminos. Se expandió el Sodre, se fundó la Comedia Nacional (1947), la Escuela Multidisciplinaria de Arte Dramático Margarita Xirgú (1949), se crearon nuevas escuelas y liceos y el Instituto de Profesores Artigas (creado por la Ley Nº11.285 del 2 de julio de 1949 y comenzó a funcionar dos años más tarde, en 1951).

### La "Suiza de América"

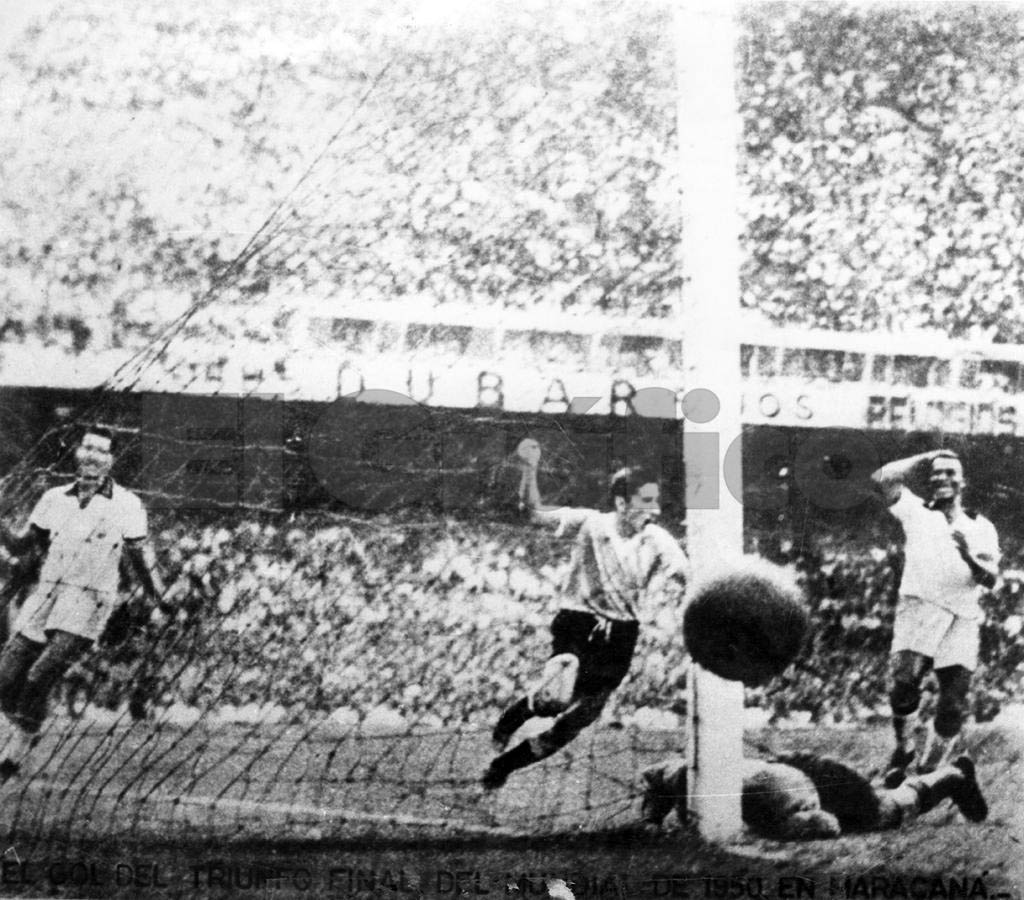
Segundo gol uruguayo en el partido contra la selección brasileña que le daría la victoria en el mundial de fútbol de 1950.

Durante su presidencia, Batlle Berres se destacó por sus discursos optimistas sobre el presente y el futuro del país.En su oratoria solía reforzar la idea de la excepcionalidad de Uruguay mediante referencias que presentaban al país como un "pequeño oasis de paz, libertad y justicia", donde no tenía lugar el conflicto social.
La prosperidad económica generada durante este ciclo económico daba sustento a sus dichos, que eran compartidos por gran parte de la población, reflejados en expresiones de la época como: “¡Como Uruguay no hay!”, “la Suiza de América” o “la Tacita de Plata”.Además, eventos importantes como el triunfo uruguayo en el Mundial de fútbol de 1950 parecían reforzar esta idea en el imaginario popular.

### Política exterior
Propició una política exterior de alineamiento con los Estados Unidos y se destacan las tensiones con la Argentina gobernada por Juan Domingo Perón.
Pocos días después de asumir, en agosto de 1947, la primera dama argentina, Eva Duarte de Perón, realizó una visita protocolar a Montevideo y bailó con Batlle en una cena de gala en el Club Uruguay, pese a que sus relaciones con el presidente argentino fueron tormentosas desde el principio, ya que Uruguay cobijó a muchos de los perseguidos por el mandatario argentino.El 28 de febrero de 1948 el presidente argentino Perón y el presidente uruguayo Batlle se reunieron sobre el Río de la Plata, frente a la Playa de la Agraciada, Carmelo, en el yate presidencial argentino «Tequara».
El encuentro fue propuesto por la Argentina, y Uruguay rápidamente dio el sí, interesado por resolver la gran cantidad de litigios por el turismo (el gobierno peronista hacía cada vez más complicadas las regulaciones para entrar y salir del país), por la balanza comercial (siempre negativa para los uruguayos) y los límites fluviales (una preocupación estructural de nuestro vecino). Ambos Presidentes hicieron un notable esfuerzo por encarrilar la relación. Al concluir, los dos Presidentes realizaron una declaración conjunta donde se destacaron los acuerdos más importantes: el establecimiento de un servicio de ferry, la libre circulación a través de la frontera argentino-uruguaya, la creación de una comisión permanente para regular el comercio entre ambos países, y la intención de terminar con los litigios limítrofes a través de un arbitraje internacional. Eran, de todos modos, generalidades y ninguna propuesta de soluciones concretas.En 1955 Juan Domingo Perón amenazó con bombardear la antena de radio Carve en Montevideo si ésta no cesaba su apoyo a aquellos que promovían el derrocamiento del presidente argentino.

### Sucesión presidencial

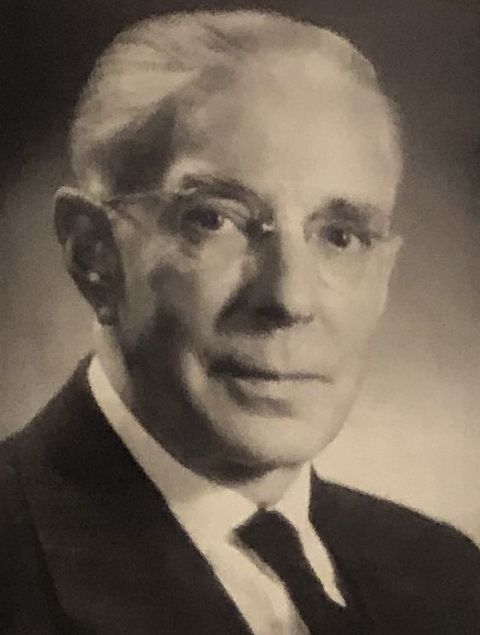
Andrés Martínez Trueba, el candidato quincista que sucedió a Batlle Berres en la presidencia de la República.

En los preparativos para la elecciones generales de 1950, establecidas para celebrarse en noviembre de ese año, aumentaron las tensiones entre los dos grupos batllistas. Mientras que la Lista 14 lanzó la fórmula presidencial César Mayo Gutiérrez - Lorenzo Batlle Pacheco, la Lista 15 presentó la fórmula Andrés Martínez Trueba - Alfeo Brum. 
La Lista 14 vio la candidatura de Martínez Trueba como el encargado de garantizar el camino de Luis Batlle hacia una segunda presidencia en 1954, tal como había hecho Claudio Williman respecto a Batlle y Ordóñez.
Finalmente, y con ley de lemas mediante, la candidatura Andrés Martínez Trueba, el químico farmacéutico y anterior Intendente de Montevideo, se impulsó ante las otras fórmulas coloradas y la de los otros partidos políticos.
Batlle Berres dejó el cargo el día de la asunción a la presidencia de Martínez Trueba, el 1 de marzo de 1951. El novel presidente nombró un gabinete de partido que respetó la distribución de fuerzas parlamentarias de los sectores colorados (las listas 15 y 14 obtuvieron tres ministerios cada una y el blancoacevedismo uno).

### Gabinete ministerial
| Ministerios y ministros del gobierno de Luis Batlle Berres | Ministerios y ministros del gobierno de Luis Batlle Berres | Ministerios y ministros del gobierno de Luis Batlle Berres |
| Ministerio                                                 | Ministros                                                  | Período                                                    |
| ---------------------------------------------------------- | ---------------------------------------------------------- | ---------------------------------------------------------- |
| Ministerio del Interior                                    | Giordano Eccher                                            | 1947-1948                                                  |
| Ministerio del Interior                                    | Alberto Fermín Zubiría                                     | 1948-1949                                                  |
| Ministerio del Interior                                    | José Peña                                                  | 1949-1950                                                  |
| Ministerio del Interior                                    | Alfredo Zubiría                                            | 1950                                                       |
| Ministerio del Interior                                    | Dardo Regules                                              | 1950-1951                                                  |
| Ministerio de Relaciones Exteriores                        | Mateo Marques Castro                                       | 1947                                                       |
| Ministerio de Relaciones Exteriores                        | Daniel Castellanos                                         | 1947-1949                                                  |
| Ministerio de Relaciones Exteriores                        | César Charlone                                             | 1949-1950                                                  |
| Ministerio de Relaciones Exteriores                        | Alberto Domínguez Cámpora                                  | 1950-1951                                                  |
| Ministerio de Economía y Finanzas                          | Ledo Arroyo Torres                                         | 1947 - 1949                                                |
| Ministerio de Economía y Finanzas                          | Nilo Berchesi                                              | 1949-1951                                                  |
| Ministerio de Defensa Nacional                             | Pedro Munar                                                | 1947                                                       |
| Ministerio de Defensa Nacional                             | Francisco Forteza                                          | 1947-1951                                                  |
| Ministerio de Instrucción Pública y Previsión Social       | Francisco Forteza                                          | 1947                                                       |
| Ministerio de Instrucción Pública y Previsión Social       | Oscar Secco Ellauri                                        | 1947-1951                                                  |
| Ministerio de Obras Públicas                               | Orestes Lanza                                              | 1947                                                       |
| Ministerio de Obras Públicas                               | Manuel Rodríguez Correa                                    | 1947-1949                                                  |
| Ministerio de Obras Públicas                               | José Acquistapace                                          | 1949-1951                                                  |
| Ministerio de Industria y Trabajo                          | Alberto Fermín Zubiría                                     | 1947-1948                                                  |
| Ministerio de Industria y Trabajo                          | Fernando Fariña                                            | 1948-1949                                                  |
| Ministerio de Industria y Trabajo                          | Santiago Rompani                                           | 1949-1951                                                  |
| Ministerio de Salud Pública                                | Enrique Claveaux                                           | 1947 - 1949                                                |
| Ministerio de Salud Pública                                | Lisandro Cersósimo                                         | 1949-1951                                                  |
| Ministerio de Ganadería, Agricultura y Pesca               | Aquiles Espalter                                           | 1947-1948                                                  |
| Ministerio de Ganadería, Agricultura y Pesca               | Luis Alberto Brause                                        | 1948-1949                                                  |
| Ministerio de Ganadería, Agricultura y Pesca               | Carlos Fischer                                             | 1949-1951                                                  |

## Después de la presidencia

### Gobierno de Andrés Martínez Trueba y la reforma constitucional
A comienzos de julio de 1951, el presidente Martínez Trueba inició contactos con el caudillo nacionalista Luis Alberto de Herrera con el propósito de negociar una reforma de la Constitución. El objetivo del presidente era introducir el Ejecutivo "colegiado", una tradicional idea de Batlle y Ordóñez que no había logrado ser realizada en plenitud. La iniciativa puso en una situación política complicada a Batlle Berres: una reforma constitucional no estaba entre sus prioridades, pero no podría rechazarla por tratarse de uno de los postulados históricos del batllismo.
La respuesta favorable de Herrera resultó en una sorpresa, dando un giro respecto a su tradicional postura anticolegialista. Una comisión compuesta por delegados batllista y herreristas redactó un proyecto de reforma en tiempo récord. La iniciativa fue presentada ante el Parlamento con la firma de 25 diputados batllistas, herreristas y blancoacevedistas. El nacionalismo independiente apoyó con reservas la propuesta y solo se opusieron los partidos menores. Desde Paysandú, Luis Batlle pronunció un discurso donde acusó a Herrera de oportunista y reclamó la creación de una Asamblea Constituyente para que la reforma tuviera legitimidad. El proyecto consiguió la aprobación parlamentaria a fines de octubre y el 16 de diciembre fue ratificado en un plebiscito que contó con una muy baja participación ciudadana (compareció el 37% de los habilitados).
El 1 de marzo de 1952 entró en vigencia la nueva Constitución, reemplazándose la figura del presidente por un Poder Ejecutivo compuesto por 9 consejeros electos en forma directa por 4 años, sin reelección inmediata. Al sector más votado del partido ganador le correspondían 6 consejeros y 3 al segundo Partido más votado. En esa misma fecha se instaló el primer Consejo Nacional de Gobierno, presidido por Andrés Martínez Trueba.
Durante esta etapa y en los años siguientes la situación económica del país comenzaría a deteriorarse en virtud de la caída de los precios internacionales de los rubros exportables uruguayos. La aparición del fenómeno de la inflación y el deterioro del salario real motivaron un aumento de la conflictividad social. En 1952 el gobierno de Martínez Trueba utilizó en dos oportunidades la implementación de medidas prontas de seguridad (establecidas en la Constitución) en el marco de movilizaciones de trabajadores de la salud pública y del transporte público de Montevideo. En este contexto, Batlle comenzó a tomar distancia del gobierno. En un acto en Florida, en abril de 1954, afirmó que el "colegiado de hoy no tiene arraigo ni prestigio" debido al "gobierno vacilante y pusilánime que no reconoce los derroteros que debe tomar".

### Elecciones generales de 1954

Resultado de las elecciones generales de 1954 por departamento.

Para las elecciones generales de 1954 Batlle rechazó el ofrecimiento de la Lista 14 de negociar una lista común al Consejo Nacional de Gobierno, "Todo o nada" fue la consigna que manejó la Lista 15 en estas elecciones, cuya oferta electoral fue cuidadosamente elaborada por su líder: la nómina al Consejo estaba encabezada por el propio Luis Batlle junto a Alberto Zubiría y Arturo Lezama; la del Senado por Francisco Forteza, Ledo Arroyo Torres y Héctor Grauert; la de diputados por Montevideo por Fermín Sorhueta y Armando Malet, y completada por un grupo de nuevos dirigentes conocidos como los "jóvenes turcos" entre los que destacaban Luis Hierro Gambardella, Zelmar Michelini, Glauco Segovia y Teófilo Collazo.
El resultado electoral marcó una nueva victoria para el Partido Colorado conquistando a más de la mitad del electorado. Dentro del Partido la Lista 15 resultó ganadora, pero la Lista 14 seguía siendo un actor importante a la hora de gobernar, aun después de que Lorenzo Batlle Pacheco, principal referente del grupo, falleciera el 3 de diciembre de 1954.

## El Consejo Nacional de Gobierno (1955-1959)

### Asunción
El 1 de marzo de 1955, Luis Batlle retornó al gobierno, pero esta vez como presidente del Consejo Nacional de Gobierno (entre 1955 y 1956). Lo acompañaban, además de Zubiría y Lezama, los también quincistas Carlos Fischer, Justino Zavala Muniz y Zoilo Chelle. Por la minoría blanca ingresaron Luis Alberto de Herrera, Ramón Viña y Daniel Fernández Crespo. A base de un acuerdo los ministros fueron distribuidos entre las dos grandes fracciones coloradas. La lista 15 obtuvo seis; dos la lista 14, y en el Ministerio de Defensa, como ya era costumbre, se designó a un colorado independiente: Juan Pedro Ribas. Luis Batlle Berres diría años más tarde: "fuimos obligados a mendigar el acuerdo de los colorados para poder gobernar".

Fragmento de su discurso inaugural como presidente del Consejo:
"Puedo asegurarles a los señores legisladores que será función principalísima del Poder Ejecutivo garantizar todas las libertades, proteger todos los derechos y hacer cumplir fielmente la Constitución y las leyes dictadas por el Parlamento. Esto ha constituido un estilo en nuestra vida ciudadana que ha dado carácter a nuestro país y lo ha proyectado ante los demás pueblos y por nuestra parte hemos de ser fieles guardianes de estas conquistas fundamentales para afianzar la paz que vivimos, y poder continuar nuestro programa social. […] Nuestra tradición ha sido luchar por el afianzamiento de las instituciones y hoy particularmente para nosotros será inmenso deber robustecer con nuestras actitudes de gobernantes la actual Constitución cuyo origen de pensamiento está radicado en la persona del ciudadano José Batlle y Ordoñez".

### Dificultades en la administración

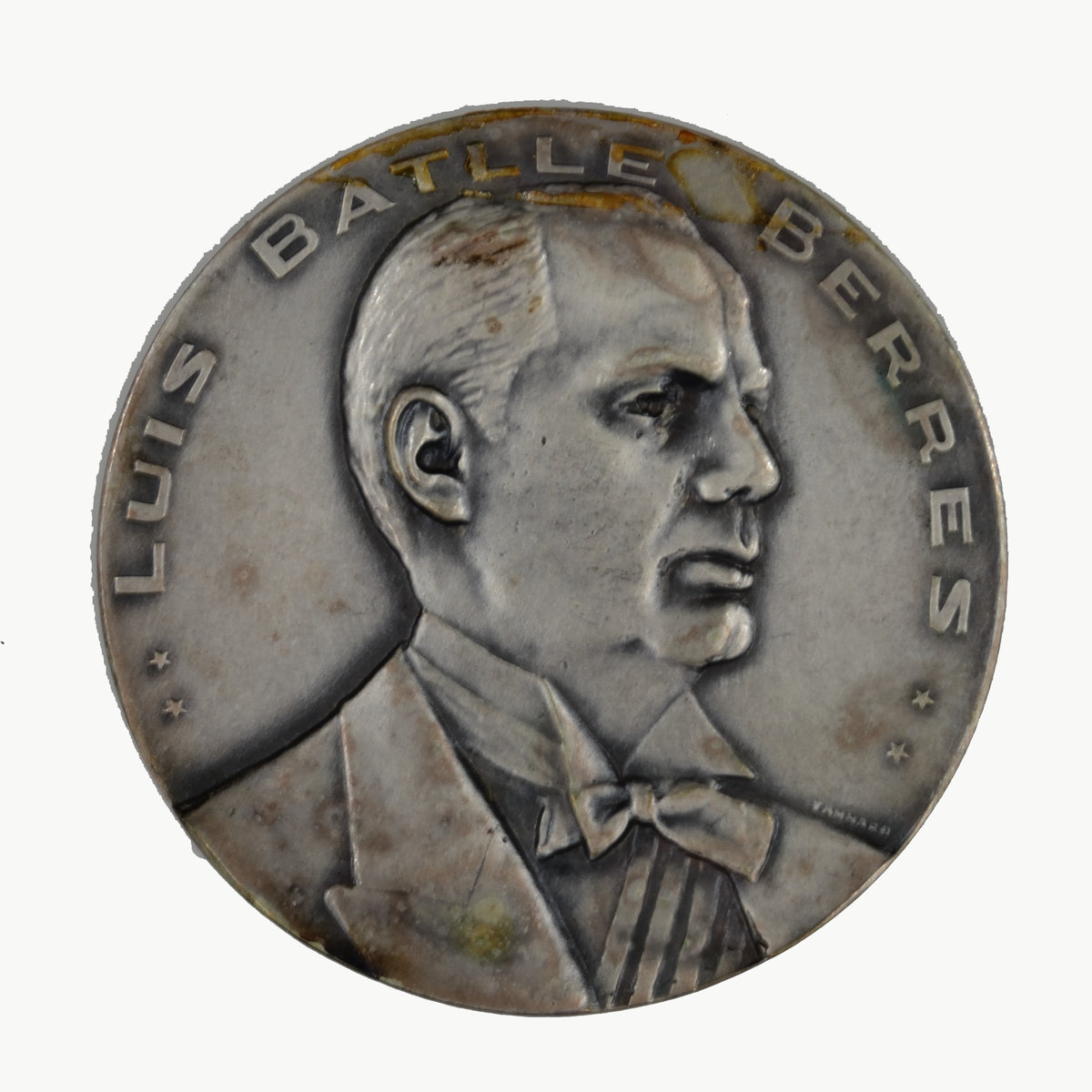
Efigie de Luis Batlle como presidente del Consejo Nacional de Gobierno.

Batlle pretendía retomar la orientación de su anterior administración, pero sus planes se vieron rápidamente frustrados por un nuevo derrumbe de los precios internacionales de los bienes exportables uruguayos. Los ingresos cayeron, aumentó el déficit fiscal y la inflación superó los dos dígitos. El deterioro de la situación volvió a incrementar movilizaciones sociales y conflictos como la Liga Federal de Acción Ruralista, fundada en 1951, que dirigida por el comunicador radial de origen colorado Benito Nardone logró movilizar a amplios sectores de la población rural, incluyendo terratenientes, pequeños y medianos productores y trabajadores. A partir de 1955, Nardone dio señales claras de su intención de participar en la competencia electoral, promoviendo acuerdos con sectores opositores blancos y colorados.
Sumado a esto, en mayo de 1956, el diputado de la Lista 14 Carlos Mattos interpeló al Ministro de Salud Pública, Julio César Estrella, generando su renuncia. El evento provocó una crisis de gobierno que determinó la salida de los ministros de la lista 14 y dio comienzo a una serie de constantes interpelaciones a miembros del gobierno, por parte de legisladores catorcistas, nacionalistas y de partidos menores. En el año 1956 hubo doce interpelaciones y catorce en 1957, provocando la caída de múltiples ministros como Santiago Rompani, Francisco Gamarra, Juan Rodríguez Correa, Fermín Sorhueta o Héctor Grauert.
En 1957, debido publicaciones periodísticas de repercusión pública, Batlle, como consejero de Gobierno, reta a duelo al general Juan Pedro Ribas, anterior Ministro de Defensa.

### Viaje a Estados Unidos

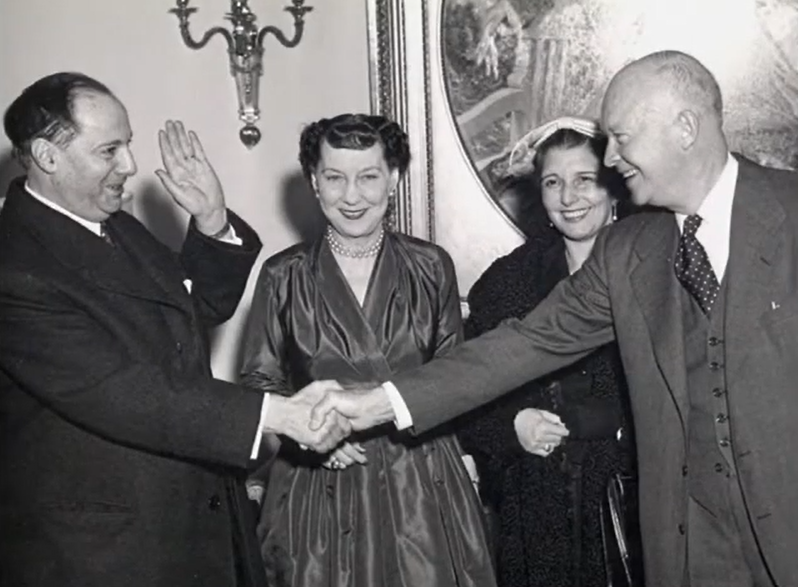
Luis Batlle Berres, presidente del Consejo Nacional de Gobierno, reunido con el presidente estadounidense Dwight Eisenhower en la Oficina Oval y acompañados por sus esposas.

De esta etapa es recordada su visita a los Estados Unidos en diciembre de 1955, donde criticó que no permitieran la entrada al mercado estadounidense de tops uruguayos de lana peinada y donde defendió el derecho del Uruguay a comerciar con todas las naciones y a proteger su industria.En la Sociedad Panamericana de Nueva York, recordó la tradición jurídica de respeto al capital extranjero y defendió también la necesidad de ciertos proteccionismos, no por deseo sino por necesidad: “Seremos felices el día que reine el orden en la actividad comercial y podamos dejar a todos en su libertad, pero mientras la estabilidad de trabajo en nuestro país, la tranquilidad de nuestro pueblo nos exija esta vigilancia, tendremos que seguirla ejerciendo…”.

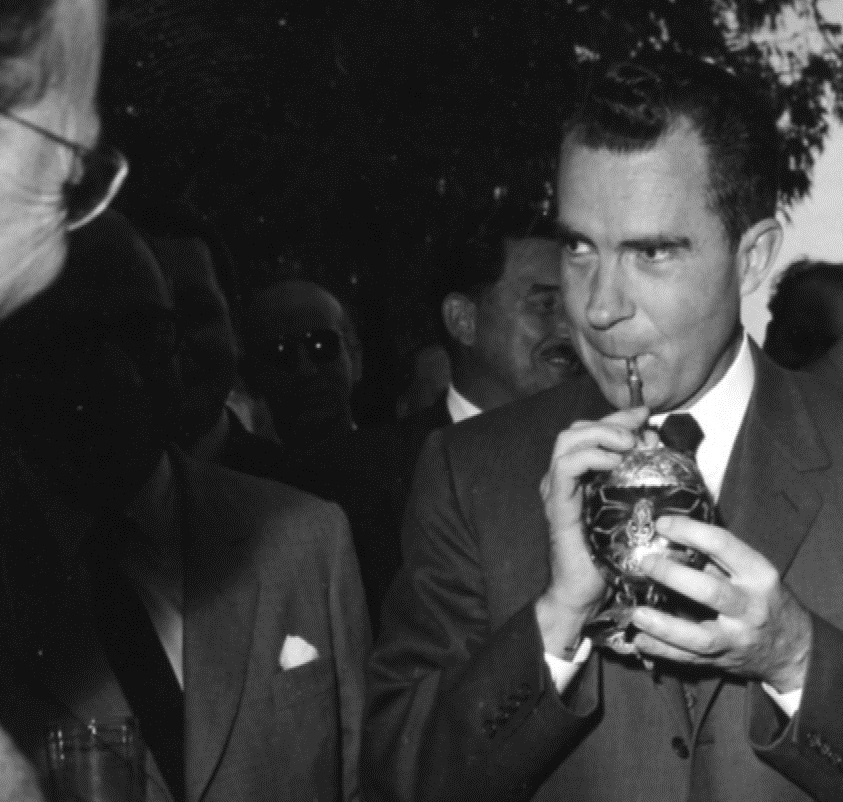
El vicepresidente estadounidense Richard Nixon tomando mate durante su estadía en Uruguay.

Reivindicó su apoyo al trigo nacional: "nosotros compramos en Estados Unidos, nosotros queremos vender en Estados Unidos. Ahora, si Estados Unidos no nos compra, tenemos que vender a quien nos compre, porque cuando vendemos, vendemos trabajo. Pero si nosotros compramos los ferrocarriles americanos, ahora en este momento se está poniendo en mi país la televisión americana, si todas las maquinarias en nuestras fábricas son americanas, si los automóviles son americanos, ¿por qué ustedes se niegan a comprar lo que nosotros hacemos?".
También durante su visita realizó un discurso en el que llegó a considerar la entrada de la República Popular China a las Naciones Unidas. Fue cuestionada por un periodista sobre esto, a lo que Batlle respondió: “Las Naciones Unidas, si algún sentido tiene, no es que nos reunamos acá los que tenemos el mismo sistema político, sino que nos reunamos acá los que no tenemos el mismo sistema político, pues si no tenemos un lugar neutral para poder discutir, ¿Cómo se va a intentar un diálogo universal?”.
El 28 de mayo de 1958, el vicepresidente de los Estados Unidos, Richard Nixon, visita Montevideo de paso para asistir a la transmisión del mando en Argentina, permaneciendo dos días en el país.

### Elecciones generales de 1958

Resultado de las elecciones generales de 1958 por departamento.

Para las elecciones generales de 1958 la lista 15 y la lista 14 nuevamente se presentaron de forma separada, con la 15 presentando como primeros tres titulares al Consejo a Manuel Rodríguez Correa, Ledo Arroyo Torres y Héctor Grauert. Estas elecciones resultaron ser una de las peores derrotas políticas de la vida de Luis Batlle Berres. El Partido Nacional resultó triunfante, habiéndose unificado hace poco tiempo con el nacionalismo independiente, el sublema triunfante fue la alianza política entre el herrerismo y el movimiento ruralista, del locutor radial entrado en política, Benito Nardone.
Fue la primera victoria electoral del Partido Nacional desde las elecciones de 1925 y significó que el Partido Colorado dejaría el gobierno tras 93 años consecutivos de ejercicio. Además, el Partido perdió en todos los departamentos menos en Artigas, por lo que la lista 15 no pudo retener la intendencia de Montevideo, donde Batlle se había postulado como candidato al Concejo Departamental.
Batlle aseguró la estabilidad institucional en esta primera experiencia de alternancia efectiva del poder en un siglo. Cuando cirularon rumores sobre la existencia de un grupo de militares dispuestos a evitar la entrega del poder al Partido Nacional, Batlle se encargó personalmente de desacreditarlos.

## Últimos años
En estos últimos años Batlle vio deteriorada su salud, sufriendo de infartos en 1959 y en 1960. Rechazó el cargo que le correspondía como miembro de la minoría en el Ejecutivo colegiado departamental de Montevideo y asumió su banca de senador, donde se perfiló durante todo el período como un duro censor de la gestión del primer colegiado blanco.

Para las elecciones de 1962 hizo campaña acusando al Partido Nacional de haber engañado a la ciudadanía y un mes antes de la elección la lista 15 realizó un acuerdo programático, pero no electoral, con la ascendente fracción colorada conocida como "Unión Colorada y Batllista" (UCB) liderada por el general Oscar Gestido, que había absorbido a la lista 14. Pero la polarización con el gobierno y la búsqueda de acuerdos dentro del Partido Colorado no alcanzaron para evitar una nueva derrota electoral, esta vez por un margen mucho más ajustado y con la lista 15 reconquistando la intendencia de Montevideo.
En esta elección Batlle Berres encabezó la lista 15 para ocupar el Consejo Nacional de Gobierno, siendo electo como Consejero representante de la minoría junto al otro quincista Amílcar Vasconcellos. Sin embargo, decidió no asumir el cargo y continuar ejerciendo su liderazgo desde la banca ganada en el Senado. En su lugar, Alberto Abdala asumió como consejero.
El 15 de julio de 1964, Luis Batlle falleció a la edad de sesenta y siete años. Las honras fúnebres fueron realizadas en la sala de la Convención del Partido Colorado y en el Palacio Legislativo, donde correligionarios y adversarios de todos los partidos destacaron dimensiones de su figura.
Al despedirlo, desde las páginas de Marcha, Carlos Quijano destacó su condición de estadista y "ciudadano de la nación", y señaló que "su hora más gloriosa fue la de la derrota", cuando sin "protestas o críticas" se "contrajo a recomponer sus fuerzas para las nuevas batallas". Desde Acción, el escritor Juan Carlos Onetti (que en 1960 le había dedicado a Batlle su novela El Astillero) destacó su "perpetua bondad" que "exhibía sin remedio y que rebasaba todo intento de hostilidad o indiferencia".

## Monumento

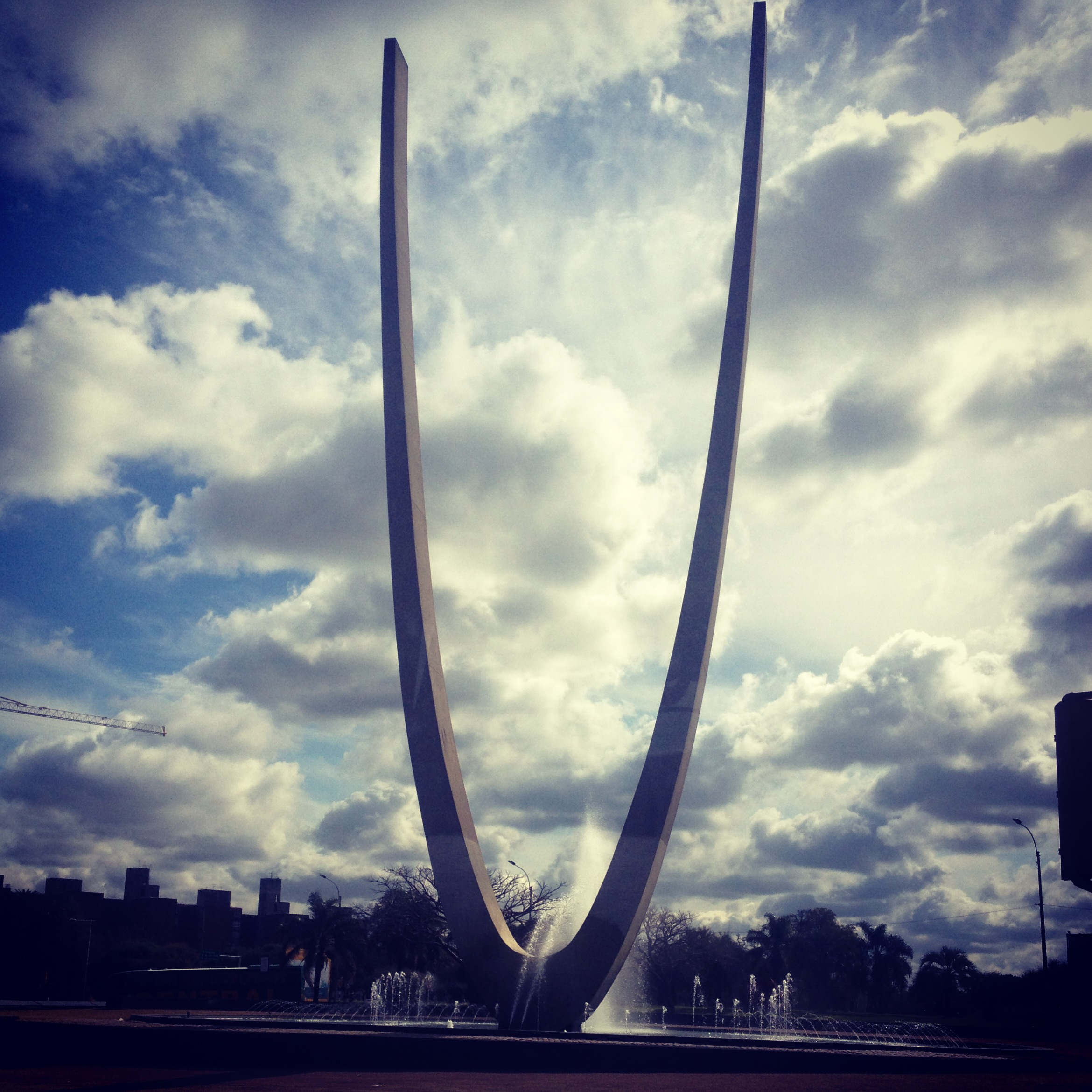
Monumento a Luis Batlle Berres.

En 1967 se inauguró un monumento en homenaje a Batlle Berres, obra del arquitecto Román Fresnedo Siri, ubicado en la plaza donde el Bulevar General José Artigas dobla en ángulo recto. Este monumento, que constituye un hito en el paisaje montevideano. La gente llama informalmente a dicho monumento "los cuernos de Batlle", al igual que a la zona a su alrededor.
En el texto que acompaña los recaudos gráficos del proyecto se manifiesta que el monumento expresa "la aspiración de Batlle hacia un mejoramiento de las condiciones espirituales y materiales del pueblo uruguayo. Plasma esa aspiración de una manera permanente en una figura simbólica que abre sus brazos al infinito para recordar que esta aspiración es una meta en evolución y constante superación".